# Matthew Wells (wioślarz)
Matthew Wells (ur. 19 kwietnia 1979 w Bradford) – brytyjski wioślarz, brązowy medalista w wioślarskiej dwójce podwójnej wraz z Stephenem Rowbothamem podczas Letnich Igrzysk Olimpijskich w Pekinie.

## Osiągnięcia
- Igrzyska Olimpijskie – Sydney 2000 – jedynka – 10. miejsce[2].
- Mistrzostwa Świata – Lucerna 2001 – jedynka – 12. miejsce[2].
- Mistrzostwa Świata – Sewilla 2002 – dwójka podwójna – 6. miejsce[2].
- Mistrzostwa Świata – Mediolan 2003 – dwójka podwójna – 5. miejsce[2].
- Igrzyska Olimpijskie – Ateny 2004 – dwójka podwójna – 8. miejsce[1][2].
- Mistrzostwa Świata – Gifu 2005 – czwórka podwójna – 7. miejsce[2].
- Mistrzostwa Świata – Eton 2006 – dwójka podwójna – 3. miejsce[1][2].
- Mistrzostwa Świata – Monachium 2007 – dwójka podwójna – 4. miejsce[1][2].
- Igrzyska Olimpijskie – Pekin 2008 – dwójka podwójna – 3. miejsce[1][2].
- Mistrzostwa Świata – Poznań 2009 – dwójka podwójna – 12. miejsce[2].